# Modus vivendi
Modus vivendi（權宜的妥協）是一個拉丁語詞彙，其意思為“生活模式”或是“生活方式”。該詞彙經常用於表示一種允許衝突中的各方得以和平共處的協議或安排。在科學或生物學之中，該詞彙被用於描述生物的習性。

## 術語
Modus 意指模式、方式、方法 或者態度 。 Vivendi 意指關於生活。 該詞彙經常被使用於描述政治事務中非正式且暫時性的安排。例如，当双方在领土争议中达成一个 modus vivendi 时，尽管在政治、历史或文化上存在不可调和的差异，为应对当前局势，双方找到了一种能够容纳彼此分歧的解决办法。
在外交术语中，modus vivendi 是指一种临时性的国际协议，通常是为了在达成更为坚固、全面的协议（如条约）之前，先行建立的一种过渡性安排。停战协定和降服协议的制定与执行，目的都是为了达成一种 modus vivendi。

## 外部連結
- 在聯合國條約選集中使用的關鍵詞彙定義